# Dziura drogowa

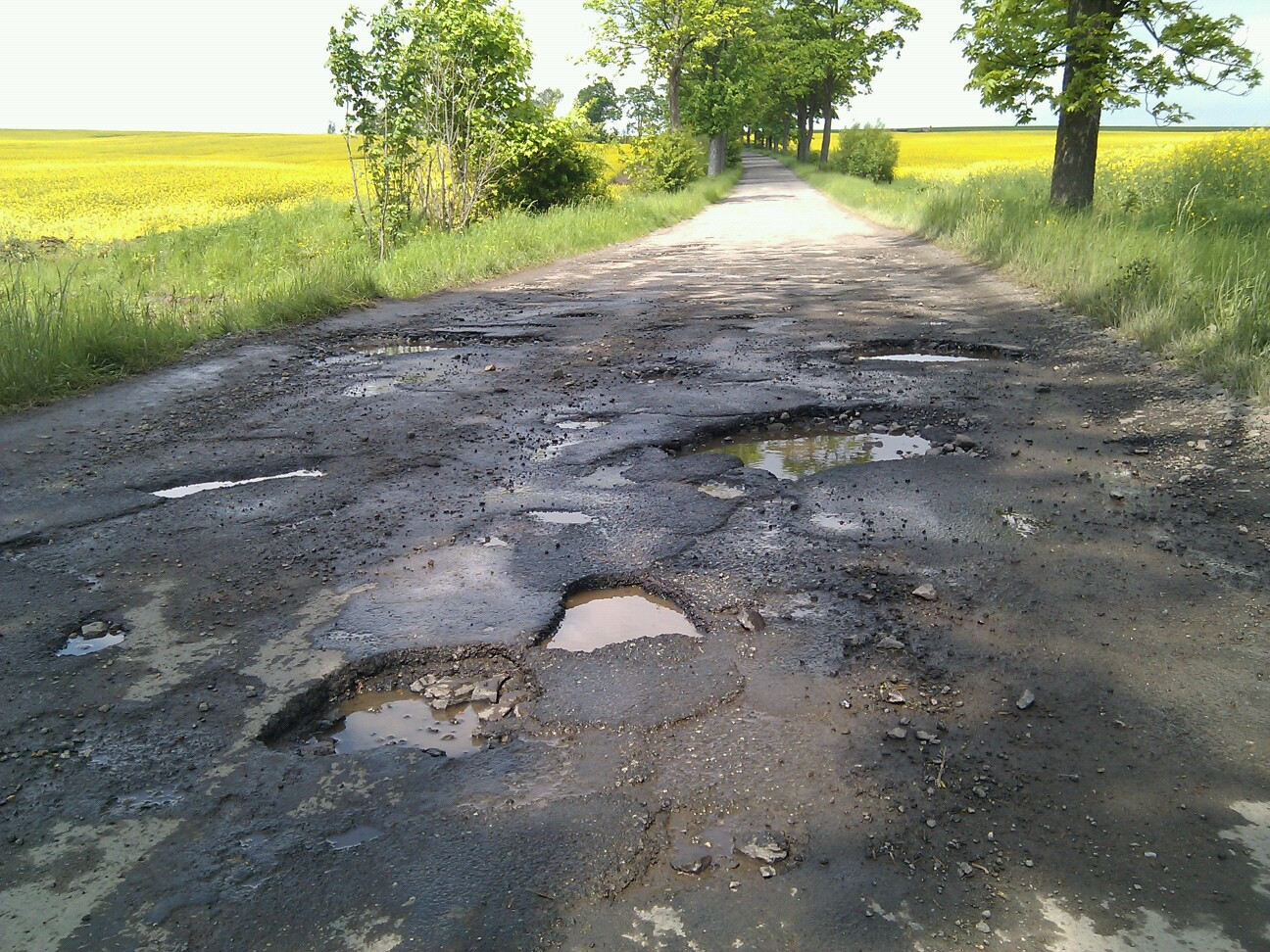
Przykład dziur drogowych (droga między wsią Kamieniec a wsią Szalejów Górny, Dolny Śląsk)

Dziura drogowa – rodzaj nierówności nawierzchni drogi, często uszkodzenie, powstające, gdy wskutek zniszczenia ubywa materiału nawierzchni i tworzy się wgłębienie.

## Powstawanie
Dziury drogowe powstają m.in. wskutek zmęczenia materiału tworzącego nawierzchnię podczas eksploatacji drogi. Powstawanie dziur drogowych wiąże się również z niszczącym wpływem warunków atmosferycznych i może być np. spowodowane kruszeniem się materiału wskutek zwiększania objętości zamarzniętej wody, która dostaje się w głąb poprzez pęknięcia w jezdni lub od dołu przez wymrażanie pary wodnej. W klimacie umiarkowanym dziury mają tendencję do tworzenia się najczęściej podczas miesięcy wiosennych, gdy podłoże słabnie, bo roztapia się lód lub jest słabe z powodu wysokiej wilgotności. Jednak dziury są częstym zjawiskiem na całym świecie, w tym w krajach tropikalnych.
Do przyspieszenia powstawania dziur drogowych może przyczyniać się stosowanie soli jako środka do odśnieżania ulic albo sącząca się pod ziemią (kwaśna) woda, która tworzy największe dziury. W drogach asfaltowych  bitumen lepiszcze MMA może być też zjedzone przez Psuudomonas putrefaciens, P. nigrificans, P. fragi, Bacillus licheniformis lub Achromobacter aerogenes.

## Skutki dla ruchu drogowego

### Aspekty techniczne

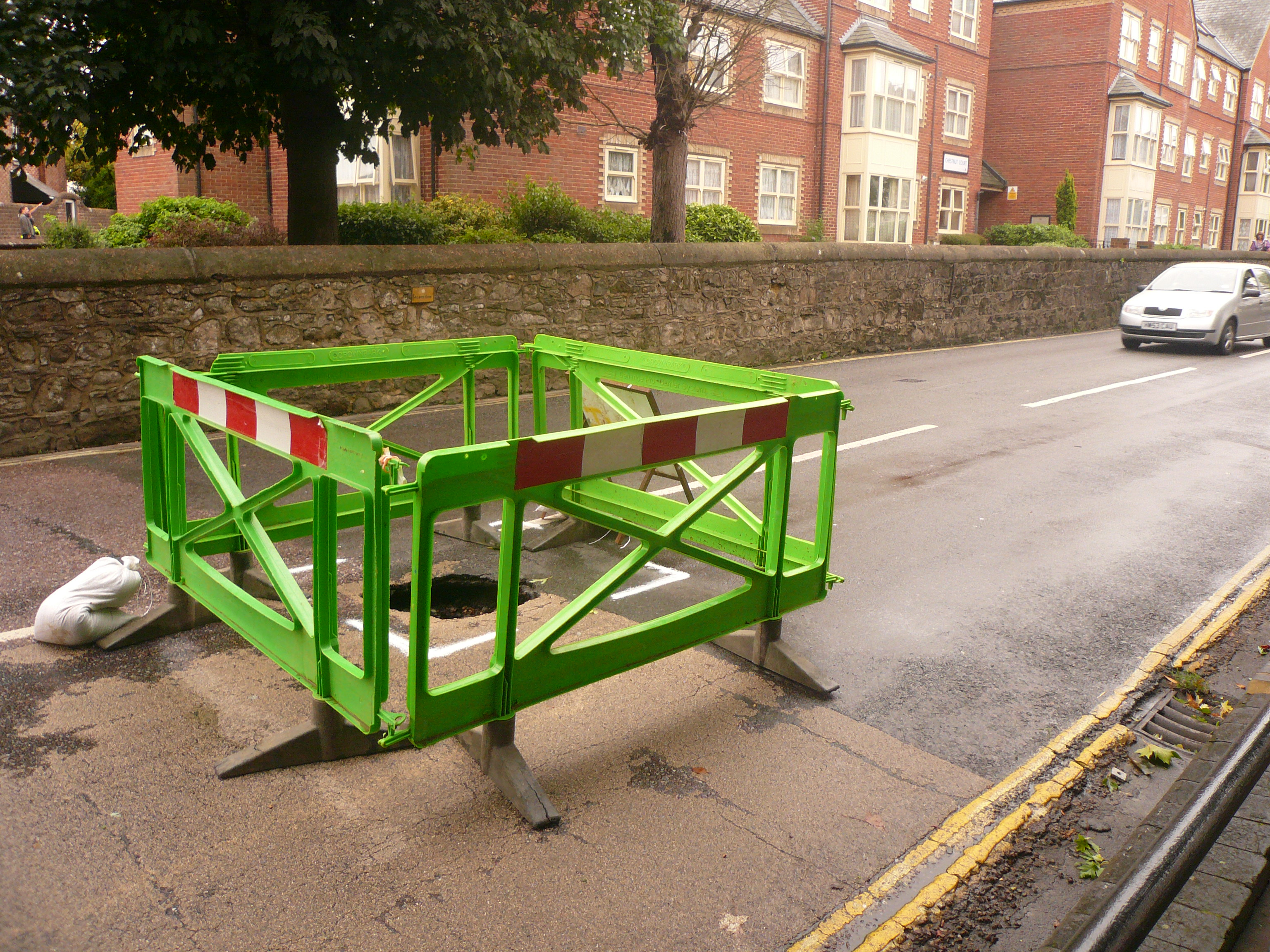
Głęboka dziura w drodze w Newport w Wielkiej Brytanii na wyspie Wight – tak duża, że konieczne było jej ogrodzenie, by zapobiec uszkadzaniu przejeżdżających przez nią samochodów.

Dziury drogowe mogą być przyczyną uszkodzenia opon, felg lub elementów zawieszenia pojazdów, co zwiększa koszty ponoszone na utrzymanie pojazdów przez ich użytkowników.
Dziury drogowe mogą też być przyczyną poważnych wypadków drogowych, zwłaszcza na autostradach, gdzie pojazdy poruszają się ze znaczną prędkością. Wynika to także z faktu, że często bywają bardzo trudne do zauważenia przez kierowcę.
Naprawianie dziur w jezdni nierzadko jest powodem zmiany organizacji ruchu w trakcie naprawy nawierzchni drogi.

### Aspekty prawne
Zarządca drogi w świetle prawa polskiego jest zobowiązany do zapewnienia odpowiedniego stanu nawierzchni drogi. Dlatego uszkodzenie pojazdu wskutek wjechania w dziurę w drodze może być powodem do ubiegania się o odszkodowanie za to uszkodzenie.
Wymagane jest odpowiednie oznakowanie odcinka naprawianej drogi.

## Naprawa

### Metody

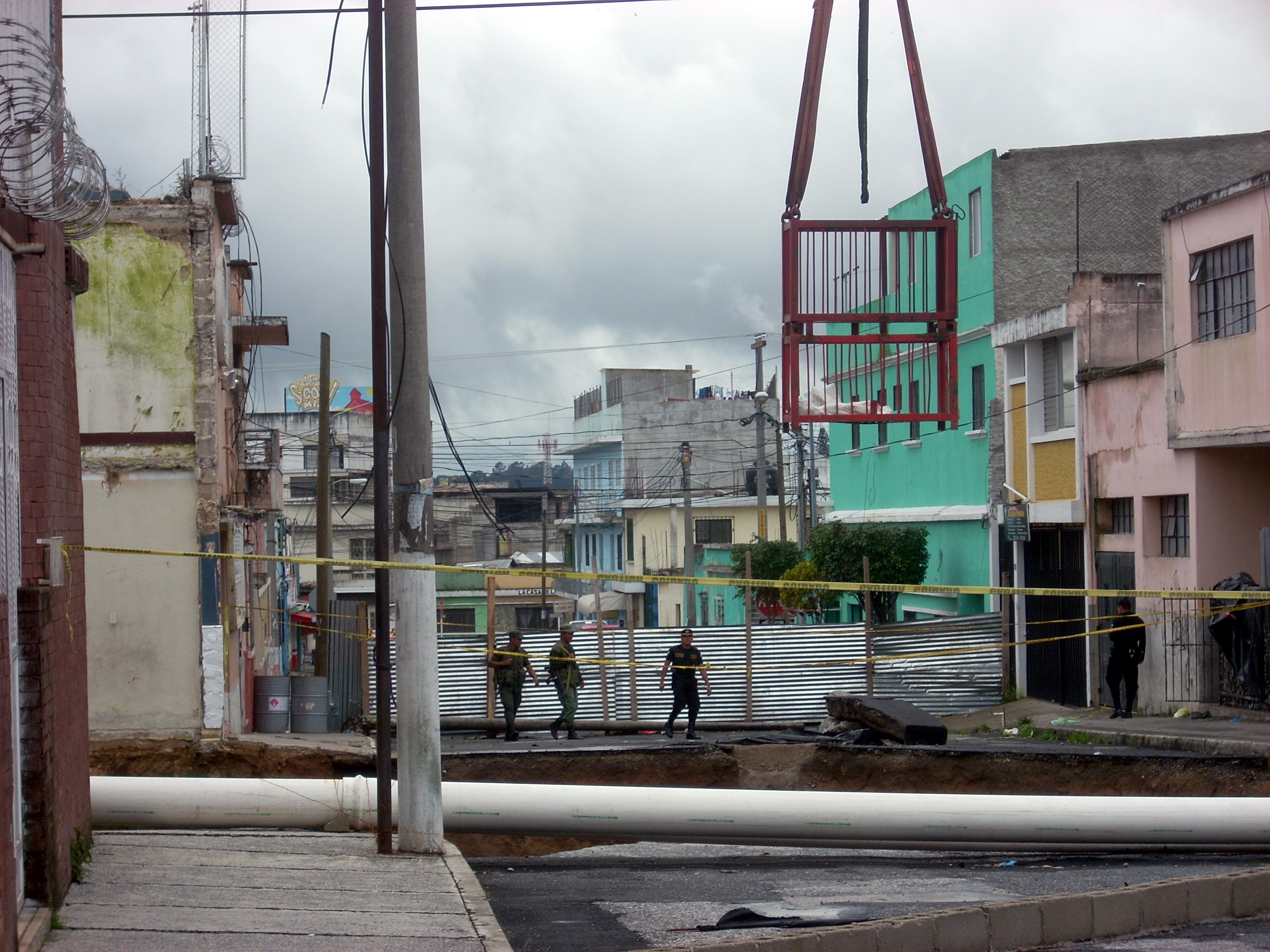
Dziura o średnicy 30 m w mieście Gwatemala

Doraźnie dziury w drogach asfaltowych są naprawiane poprzez łatanie, czyli wypełnianie ubytków mieszanką mineralno-asfaltową (MMA; popularnie, lecz nieprecyzyjnie zwanej asfaltem). W Polsce za naprawianie dziur odpowiada zarządca drogi.

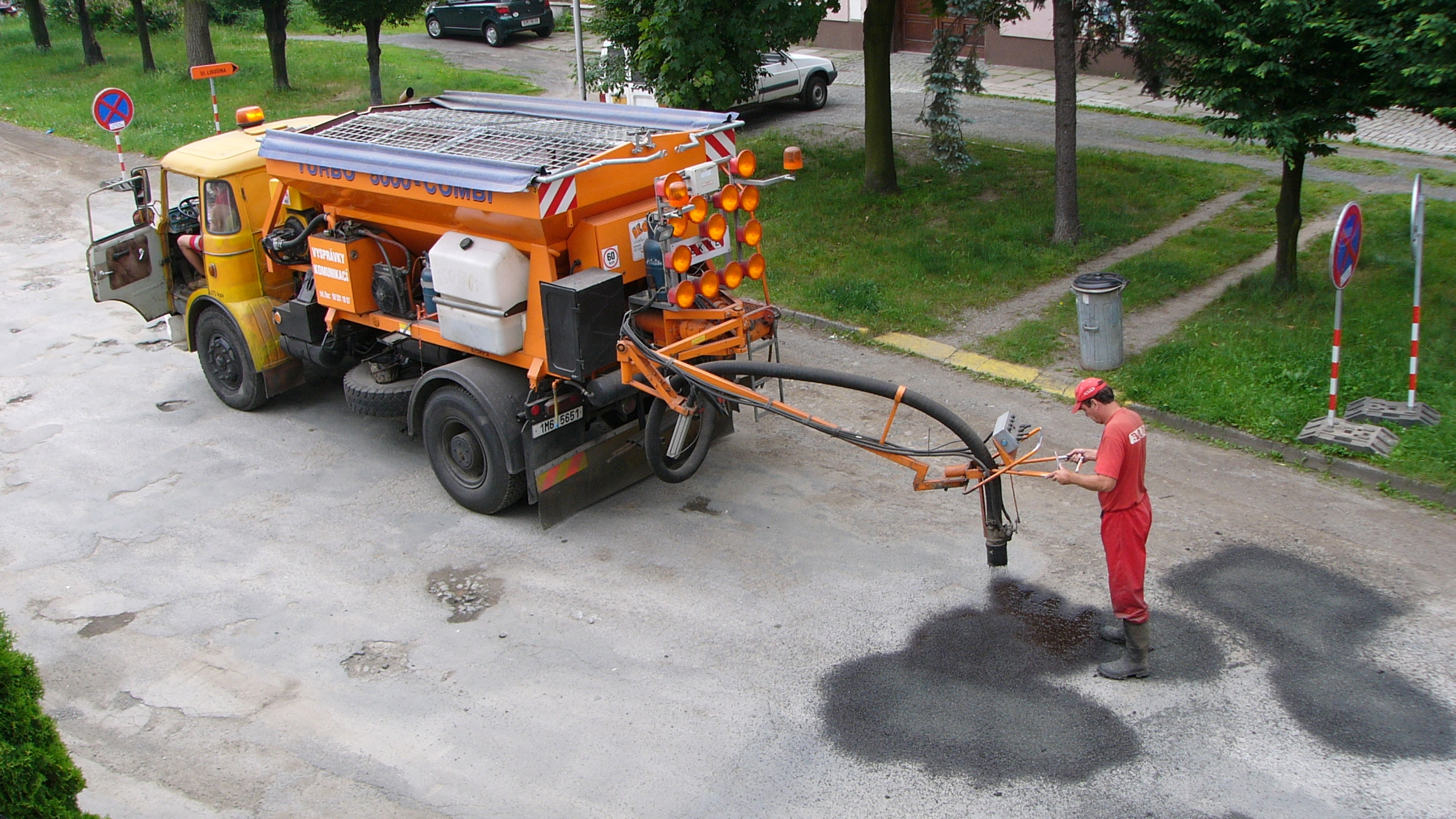
Łatanie dziur drogowych w Ołomuńcu

Istnieją dwie główne metody łatania – „na ciepło”, czyli z użyciem gorącej, rozgrzanej mieszanki mineralno-asfaltowej i „na zimno”, czyli z użyciem zimnej MMA. Sugeruje się używanie pierwszej metody w okresie letnim, a drugiej w okresie zimowym. Łatanie dziur na zimno nie jest jednak tak trwałe i daje gwarancję tylko na około 6 miesięcy.
Dziury drogowe można też łatać stosując tzw. nakładki wykonane z masy bitumicznej.
Przed nałożeniem mieszanki mineralno-asfaltowej lub bitumicznej dziura jest zwykle czyszczona z wody i odłamków. Gdy ubytek jest już wypełniony masą, powierzchnia jest wyrównywana. Można to robić ręcznie – przy użyciu łopaty lub mechanicznie – walcem drogowym.
W drogach betonowych dziury uzupełnia się betonem, a dziury w drogach gruntowych równa równiarką.

### Zakres potrzeb w Polsce
W praktyce w Polsce obowiązek naprawy uszkodzeń nawierzchni często realizowany jest w niedostatecznym tempie. Na koniec 2009 roku GDDKiA oceniała, że 40% dróg krajowych wymaga remontu, z czego 19% – natychmiastowego.
Z kolei w raporcie NIK z 2011 roku wskazano, że prawie połowa dróg stanowi zagrożenie dla życia, przy czym raport ten szczegółowo omawiał znaczenie kolein dla bezpieczeństwa ruchu drogowego W omówieniu do kolejnego raportu z 2013 roku NIK wskazał, że:

Drogi lokalne to 95 proc. wszystkich dróg w Polsce. Tymczasem nakłady przeznaczane na nie są mniejsze niż na pozostałe 5 proc. dróg krajowych. W konsekwencji mamy coraz więcej porządnych ekspresówek i autostrad, ale otoczonych przez zaniedbane i niebezpieczne drogi dojazdowe. To właśnie na nich ginie w wypadkach najwięcej ludzi.